# بات شنايدر
بات شنايدر (بالإنجليزية: Pat Schneider)‏ هي كاتِبة وشاعرة أمريكية، ولدت في 1934 في آفا في الولايات المتحدة.